# Nicolas Bedos
Pour les articles homonymes, voir Bedos.
Nicolas Bedos, né le 21 avril 1979 à Neuilly-sur-Seine, est un dramaturge, metteur en scène, scénariste, réalisateur, acteur et humoriste français.
Fils de l'humoriste Guy Bedos et de  la scénariste et autrice Joëlle Bercot, il se fait connaître à partir de 2004 dans le milieu du théâtre en écrivant quatre pièces. Auteur de plusieurs livres à succès, il écrit également des scénarios pour la télévision.
Après un passage à la radio sur Oui FM, il tient une chronique humoristique intitulée La Semaine mythomane dans l'émission Semaine critique ! de Franz-Olivier Giesbert à la rentrée 2010, puis intègre On n'est pas couché de Laurent Ruquier en 2013.
En 2017, son premier film en tant que réalisateur, Monsieur et Madame Adelman, sort dans les salles, film dont il est également le co-scénariste et l'acteur principal. Son deuxième film, La Belle Époque, sort en 2019. Nommé à onze reprises aux César 2020, Nicolas Bedos reçoit celui du meilleur scénario original.
Il réalise ensuite OSS 117 : Alerte rouge en Afrique noire sorti en 2021, puis Mascarade en 2022.
En octobre 2024, il est condamné à un an de prison, dont 6 mois avec sursis, pour des agressions sexuelles.

## Biographie

### Jeunesse

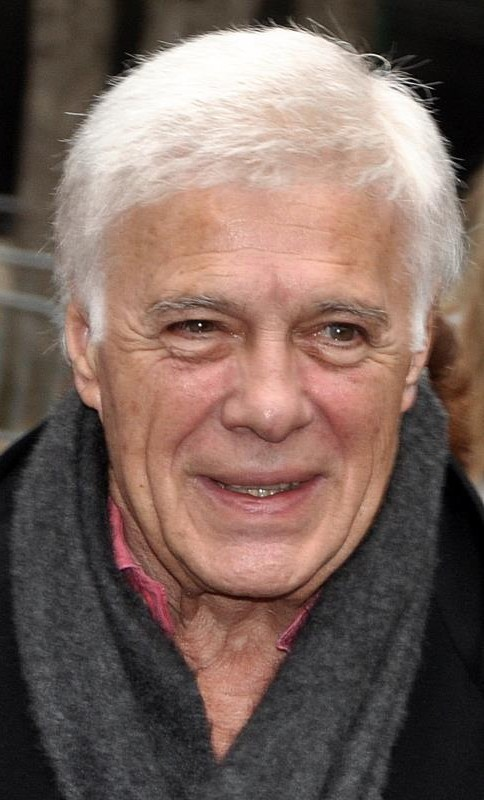
Son père Guy Bedos en 2013.

Né le 21 avril 1979 à Neuilly-sur-Seine,, Nicolas Bedos est le fils de Guy Bedos (1934-2020), humoriste, acteur, artiste de music-hall et scénariste français, pied-noir, père de deux filles issues de mariages précédents. Sa mère, Joëlle Bercot, est une ancienne danseuse classique et mannequin d'ascendance bretonne. Très discrète dans les médias, elle n'y apparaît qu'à de rares occasions. Ses parents se sont mariés en 1978 et ont un écart d'âge significatif.
Il a une sœur cadette, Victoria (née en 1983), femme de lettres, comédienne et chanteuse ; ils sont élevés dans un milieu aisé habitant dans les villes de Vaucresson, Garches et Neuilly-sur-Seine dans les Hauts-de-Seine. Sa marraine est l'avocate et militante féministe Gisèle Halimi (1927-2020) et son parrain est l'homme de lettres Jean-Loup Dabadie (1938-2020),. Durant son enfance, il déclare avoir « sauté sur les genoux » de Françoise Sagan et de Barbara, et croisé dans le salon familial Serge Gainsbourg et Pierre Desproges.
Durant sa scolarité, il est élève à l'école internationale bilingue, puis au lycée Pasteur de Neuilly-sur-Seine et arrête l'école très vite où il est qualifié de « glandeur », déclarant que son patronyme n'était pas évident à porter auprès de ses camarades ; il n'a aucun diplôme,. Afin de compenser ses « piètres résultats », il se met au dessin, au piano et à l'écriture. Il signe son premier scénario à douze ans pour « épater [s]es parents » ; il le juge aujourd'hui « épouvantable ». Durant sa jeunesse et son adolescence, ses lectures sont principalement les ouvrages de Sartre, Maupassant, Camus et Sagan et son « premier choc » littéraire est La Confession d'un enfant du siècle d'Alfred de Musset,.

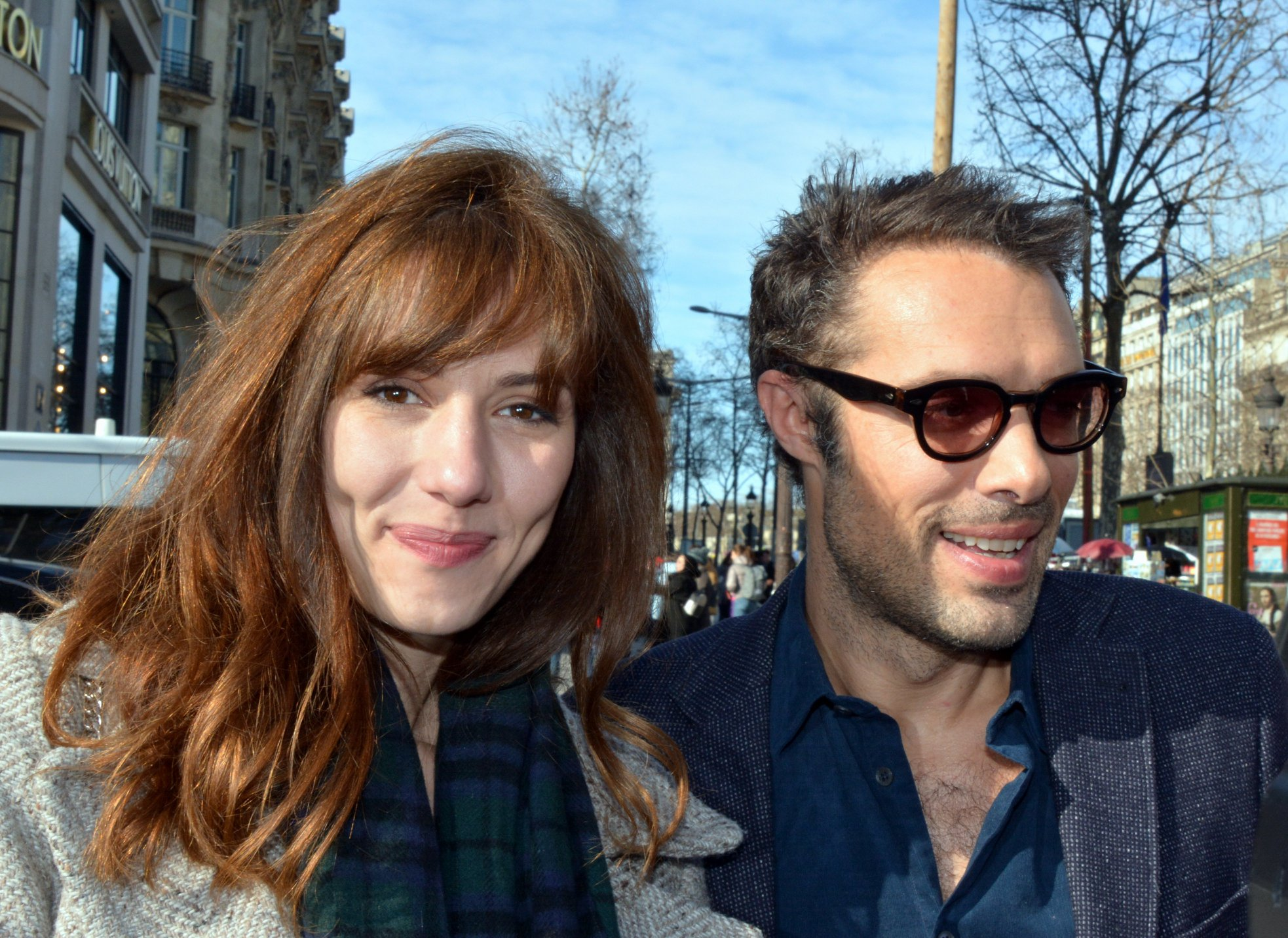
Nicolas Bedos et son ex-compagne Doria Tillier en 2018.

En juin 1998, il fait sa première apparition à la télévision en participant à une émission spéciale consacrée à son père Du côté de chez Bedos ; il y joue du piano. S'il révélera à Catherine Ceylac dans son émission Thé ou Café avoir fait une « dépression très très grave » à cause de la drogue et tenté de se suicider à l'âge de vingt ans, il assure aujourd'hui ne plus jamais s'être drogué et indique s'être servi de l'écriture comme thérapie, pour soigner sa dépression. Il déclare que cette dernière a opéré comme une autodépréciation virant à la haine de soi et qu'elle l'a rendu « totalement exsangue » et « quasi mutique ». Il ajoute qu'il est allé sur « un plateau télé pour surmonter la peur de parler en public ».

### Carrière

#### Débuts
Nicolas Bedos est engagé par Alain De Greef, directeur des programmes de Canal+, à l'âge de dix-huit ans comme lecteur et conseiller artistique. Il collabore à l'écriture de divers programmes et réalise On vous rappellera, une série de fictions courtes. Il déclare que c'était une très mauvaise expérience : « J’avais une secrétaire ! Tout le monde pensait que j'étais pistonné ». En 2000, il co-écrit plusieurs sketchs avec son père pour son spectacle d'abord joué à l'Olympia, et en tournée dans toute la France.
En octobre 2002, il participe au pré-générique de l'émission Bedos-Ardisson, on aura tout vu !, un sketch humoristique intitulé Le casting où il revient sur une dispute entre son père et Thierry Ardisson, fâchés pendant une dizaine d'années.

#### Théâtre

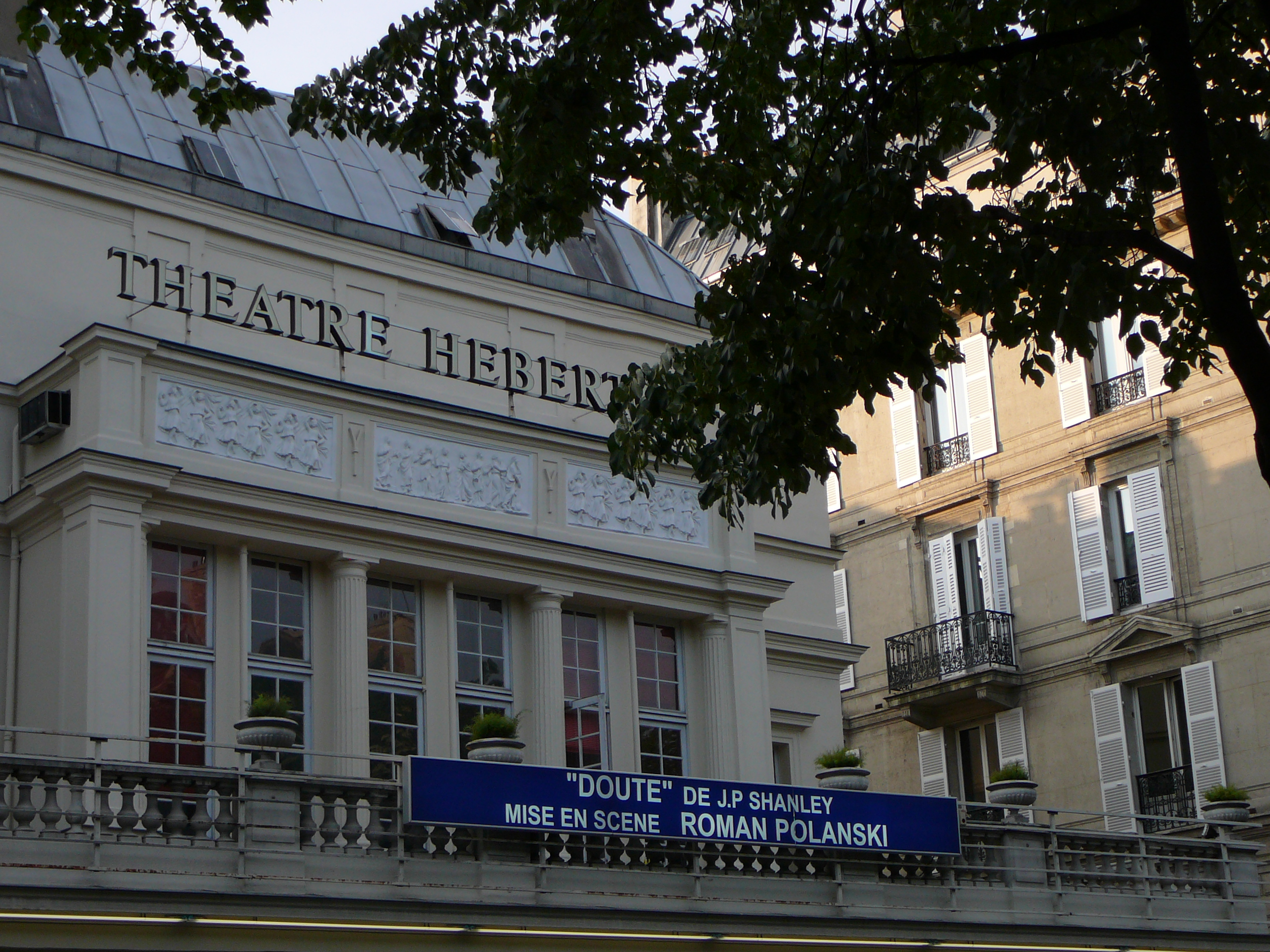
Théâtre Hébertot, théâtre parisien où est jouée sa première pièce, Sortie de scène.

À 24 ans, Nicolas Bedos écrit sa première pièce intitulée Sortie de scène. Elle rassemble les comédiens Guy Bedos, Cyrille Eldin, Jean-Louis Tribes, Élisabeth Margoni et Gabrièle Valensi, et est mise en scène par Daniel Benoin. Sa première représentation a lieu au théâtre national de Nice en avril 2004, puis est jouée à partir de janvier 2005, au théâtre Hébertot dans le 17e arrondissement de Paris. Son père y joue le rôle d'un « vieil auteur acariâtre » qui « décide de torpiller son image lisse en publiant des textes où il fustige ses contemporains ». Des disputes ont lieu entre lui et ses gouvernante-secrétaire-infirmière, jusqu'à ce « qu'une jeune nièce bouscule ses certitudes »,. Saluée par la presse, elle est nommée aux Molières 2005 dans la catégorie meilleure pièce de création et Élisabeth Margoni dans celle de la meilleure comédienne dans un second rôle. Cette pièce lui vaut une première exposition médiatique pour son travail ; il est notamment invité dans l'émission Tout le monde en parle de Thierry Ardisson aux côtés de son père.
Ensuite, il écrit Eva une pièce sur « une écrivaine à succès d'une cinquantaine d'années, [qui] est en train de mourir ». Mise en scène par Daniel Colas, elle est jouée, à partir de janvier 2007, au théâtre des Mathurins, où elle rassemble Niels Arestrup, Benjamin Bellecour, Linda Hardy et Brigitte Catillon. Cette dernière sera nommée aux Molières 2007 dans la catégorie la meilleure comédienne dans un second rôle. Malgré des critiques positives,, cette pièce est un échec ; il déclare avoir fait un « bide » qui lui vaudra d'être mis au « placard » pendant une « période très ingrate où tout ce que j'écrivais était refusé »,.
En octobre 2009, il met en scène sa pièce Le Voyage de Victor au théâtre de la Madeleine, avec Macha Méril et Guy Bedos dans les rôles principaux. Elle raconte l'histoire d'un père qui devient amnésique à la suite d'un accident de voiture ; un drame familial sous forme de rapport « parents-enfant, couple qui se déchire et se retrouve ». Les critiques sont partagées, voire majoritairement négatives,,.
Sa quatrième pièce, Promenade de santé, dont il signe également la mise en scène, est jouée à partir de février 2010 au théâtre de la Pépinière ; une « mythomane nymphomane » qui rencontre dans le jardin d'une clinique psychiatrique un « érotomane bipolaire ». Avec Mélanie Laurent et Jérôme Kircher en têtes d'affiche, leur tandem est salué par la presse ainsi que la pièce,,. La comédienne, pour qui Nicolas Bedos avait spécialement écrit la pièce afin qu'elle monte une première fois sur scène, est nommée aux Molières 2010 dans la catégorie meilleure révélation théâtrale féminine.
Parfois qualifié de « talentueux metteur en scène » ayant des « dons d'écriture », il fait l'objet de « quatre démolissages » de Jérôme Garcin dans l'émission Le Masque et la Plume sur France Inter, et d'Éric Naulleau dans On n'est pas couché en juin 2011, qui lui suggère de travailler ses prochaines pièces « pour qu’elles soient meilleures ». Deux ans plus tard, Aymeric Caron saluera quant à lui l'écriture de Nicolas Bedos et ses « fulgurances littéraires ».
Le 2 juin 2014, Nicolas Bedos présente la 26e cérémonie de la Nuit des Molières, diffusée sur France 2 en deuxième partie de soirée. Après deux ans d'absence à la télévision, elle réunit 1,14 million de téléspectateurs soit 8,2 % de part d'audience ; ce qui est qualifié de « score correct ». L'année suivante, il présente la 27e cérémonie, qui rassemble 1,36 million de téléspectateurs, soit 11,5 % du public. En 2017, il est de retour pour présenter la 29e cérémonie des Molières ; elle réunit 1,09 million de téléspectateurs, soit 10,9 % du public.

#### Livres et presse écrite

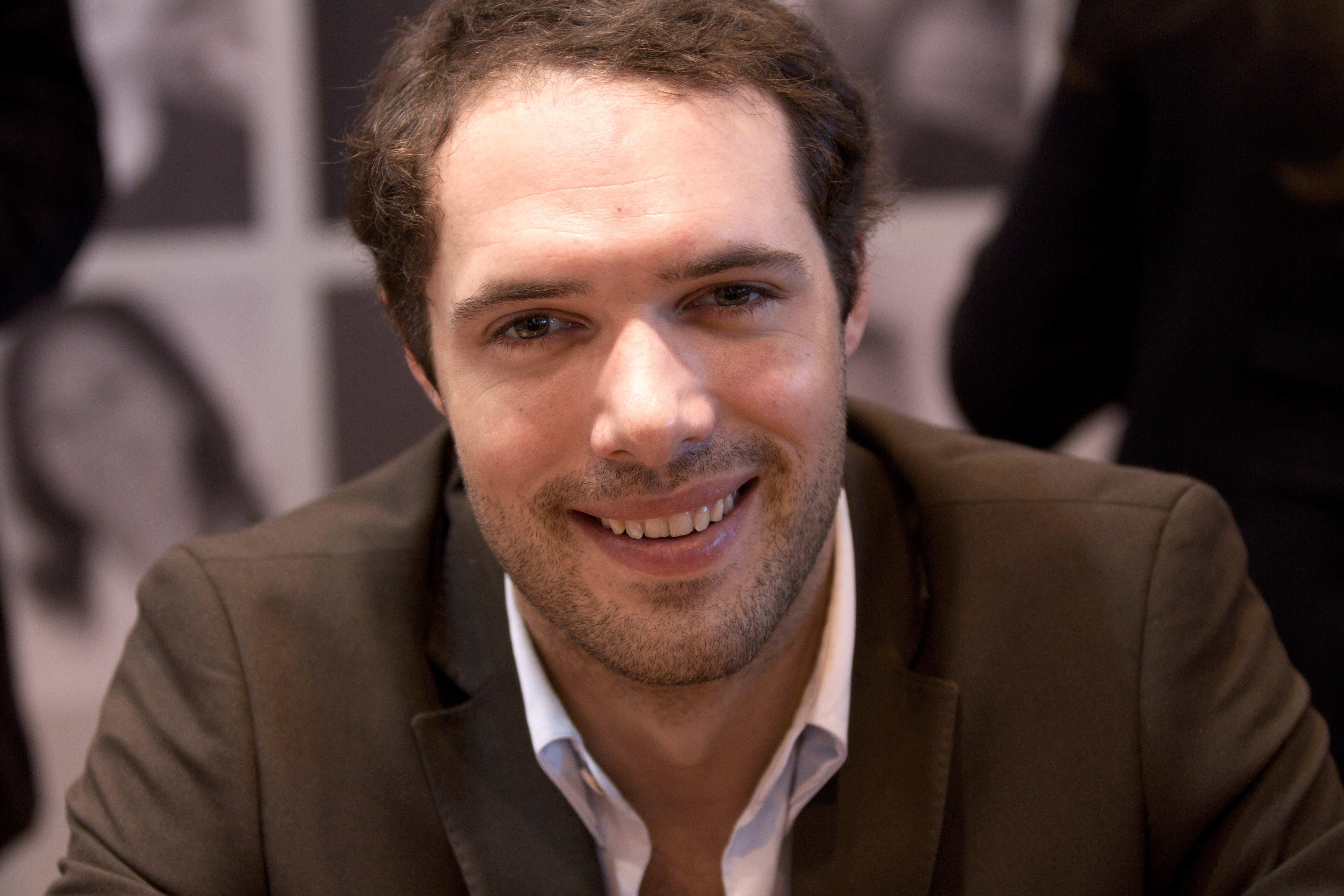
Nicolas Bedos au salon du livre de Paris en 2010.

Les premières chroniques de Nicolas Bedos sont publiées dans L'Officiel de la mode à partir de 2009 dans « l'indifférence générale ». Elles s'intitulent « Comment j'ai tué » où il brosse le portrait d'une vedette en « [s]'inventant une passion fatale avec elle »,.
En octobre 2009, deux de ses pièces sont publiées aux éditions Flammarion : Le Voyage de Victor et une inédite intitulée Les Convalescents. Il participe au recueil de nouvelles Disneyland pour « rendre à la littérature ce que Disney lui a emprunté en s'inspirant des contes de Perrault et d'Andersen ». Il est co-écrit avec David Abiker, Simonetta Greggio, Barbara Israël, Ariel Kenig, Thomas Lélu, Tania de Montaigne, Nicolas Rey, Pierre Stasse et sort en novembre 2009 toujours chez Flammarion.
De la rentrée 2011 jusqu'à juin 2013, Nicolas Bedos tient un billet d'humeur dans le magazine Marianne intitulé Le Journal du Mythomane.
En novembre 2011, le Journal d'un mythomane, volume 1 sort aux éditions Robert Laffont. Préfacé par l'écrivain Régis Jauffret, il contient l'ensemble de ses chroniques faites dans les émissions Semaine critique ! et Ouï Love Dimanche, ainsi que celles parues dans L'Officiel de la mode. Selon L'Express, il fait partie des dix meilleures ventes de documents au noël 2011. En octobre 2012, le volume 2, sous-titré Une année particulière, est édité toujours chez Robert Laffont ; il se classe 2e position le mois suivant.
En août 2013, il rejoint le magazine Elle pour y tenir une chronique hebdomadaire.
Après ses deux Journal d'un mythomane qualifiés de « best-sellers », son livre La tête ailleurs sort en octobre 2013. Présenté comme un « mix de chroniques déjà publiées et de morceaux d'intimité inédits », il est dédié à Pom Klementieff, son ancienne petite amie. Il se classe également en 2e position des meilleures ventes de documents le mois suivant sa sortie.
En février 2016, selon Le Canard enchaîné, son portrait sur l'actrice Jennifer Lawrence est censuré dans L'Obs, car « le ton du texte n'aurait pas plu à Dior », marque dont elle est l'égérie.
En juillet 2016, à la suite de l'attentat du 14 juillet 2016 à Nice, il publie une lettre ouverte pour rendre hommage aux victimes.
En 2020, il signe la préface du livre de Renaud Lefebvre et Fabienne Waks, Incorrect : parce que l'irrévérence est trop précieuse pour être laissée aux imbéciles aux éditions du Cherche midi.
En mai 2025, il publie un livre revenant sur sa condamnation pour agression sexuelle en octobre 2024, La soif de honte aux éditions de l'Observatoire. Lors de la promotion du livre, l'humoriste Paul de Saint Sernin dans l'émission Quelle époque ! présentée par Léa Salamé sur France 2, le prend à partie sur la notion de consentement.

#### Radio puis télévision

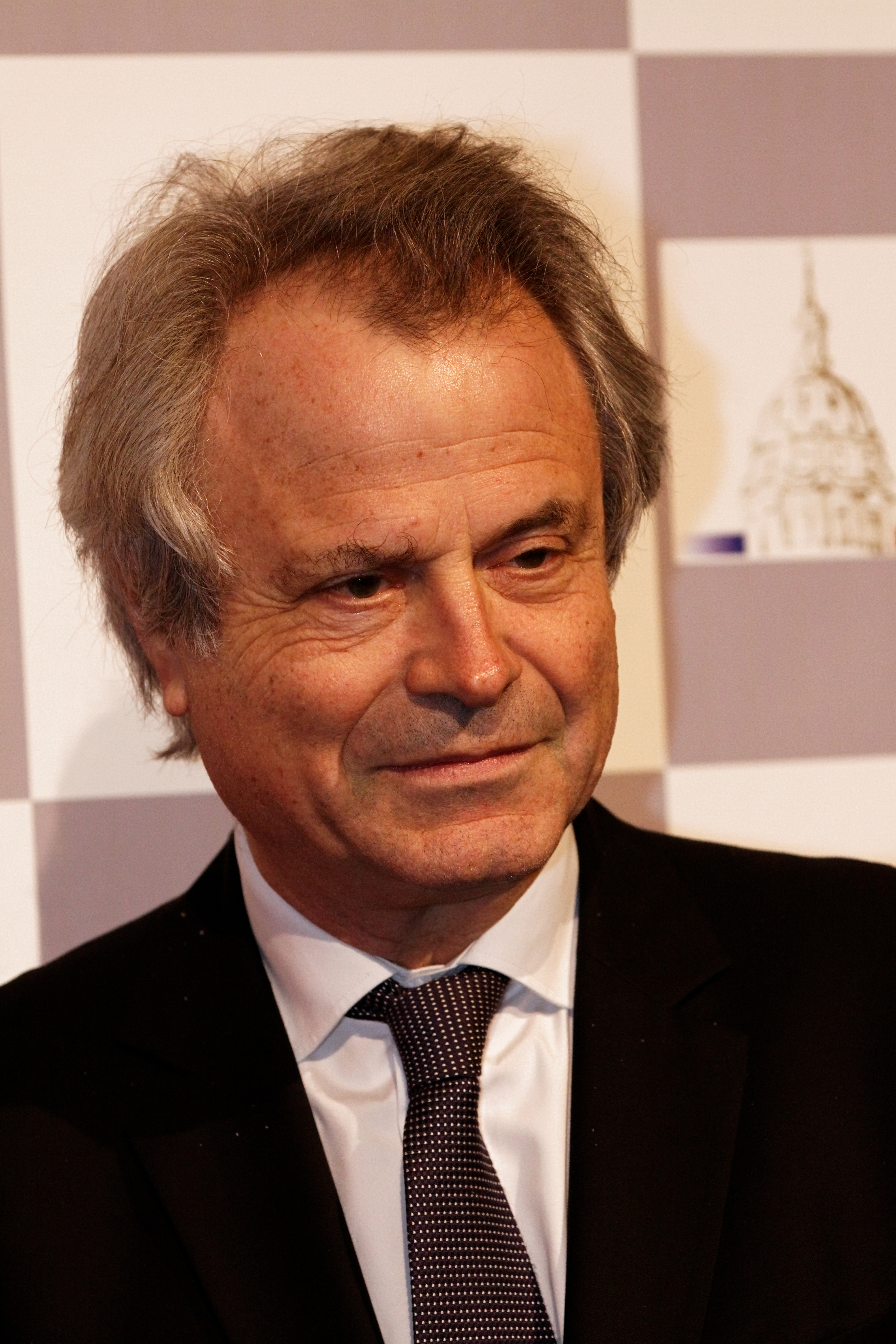
Franz-Olivier Giesbert, présentateur de l'émission Semaine critique !.

En novembre 2009, il intègre le nouveau programme dominical de Ouï FM, Ouï Love Dimanche, pour « retrouver des potes qui animent une émission ». Présentée par Alexis Trégarot de 18 h à 20 h, c'est un talk-show radiophonique qui passe en revue et « à sa manière », l'actualité politique, culturelle et musicale de la semaine, avec des intervenants comme Thomas Hervé, Benké et Thomas VDB. Nicolas Bedos y tient la chronique La Semaine Mythomane, billet d'humeur d'un « sale gosse nombriliste » qui se conclut par « Pour moi ce fut une semaine de merde, alors imaginez ce que je pense de la vôtre ». Il déclare avoir choisi ce personnage du mythomane pour dire à l'auditeur : « Je sais ce que tu penses de moi. Je vais te le dire et m'en amuser : je suis un gosse de riche, fils d'une vedette, un coureur de jupons ». En juin 2010, pour sa dernière chronique de la saison sur OÜI FM, il annonce qu'il y a « fort à parier que cette émission soit la dernière » car la « télé me drague comme une viande saoule ».
Durant l'année 2009, il signe le scénario et les dialogues du téléfilm Folie douce, réalisé par Josée Dayan, avec notamment Muriel Robin et Jacques Weber. Diffusé sur TF1 le 8 mars 2010, il rassemble 7,4 millions de téléspectateurs, soit 30 % de part de marché, plaçant la chaîne en position de leader sur la soirée. La même année, il écrit Ni reprise, ni échangée, un nouveau téléfilm également réalisé par Josée Dayan pour TF1, dans lequel il tient un rôle secondaire aux côtés des acteurs principaux Muriel Robin et Gilbert Melki. Il réunit 6 371 000 personnes pour 25,3 % de PdM, et se classe également en tête lors de sa diffusion le 27 septembre 2010.
À la rentrée 2010, Nicolas Bedos rejoint l'émission Semaine critique ! présentée par Franz-Olivier Giesbert tous les vendredis soir sur France 2 à partir de 23 h, et co-produite par Rachel Kahn et Marc-Olivier Fogiel. Toujours avec La Semaine Mythomane, il intervient pour la première fois le 3 septembre en présence notamment de Jean d'Ormesson, Alain Minc et Jean-Luc Mélenchon,. Très vite, ses chroniques rencontrent un succès sur internet, ce qui lui vaut d'être désigné meilleur chroniqueur télé 2010 par le supplément TV du journal Le Monde. Rachel Kahn déclare : « il est plus qu’une trouvaille télévisée. Quand j'ai voulu l’engager, on m'a dit qu'il était insupportable. En fait, il a tout, le talent, la poésie, l'humour... ». Parmi ses chroniques, certaines ont suscité des polémiques dans la presse, d'autres des louanges ; notamment celle face à son père en mars 2011 qui est qualifiée « d'irrésistible » et de « délicieux moment », ou celle sur Dominique Strauss-Kahn après l'affaire du Sofitel de New York en mai 2011, comparée par Atlantico à un « véritable festival » avec un Nicolas Bedos à l'humour « toujours aussi décapant ». L'émission s'arrête en mai 2011.

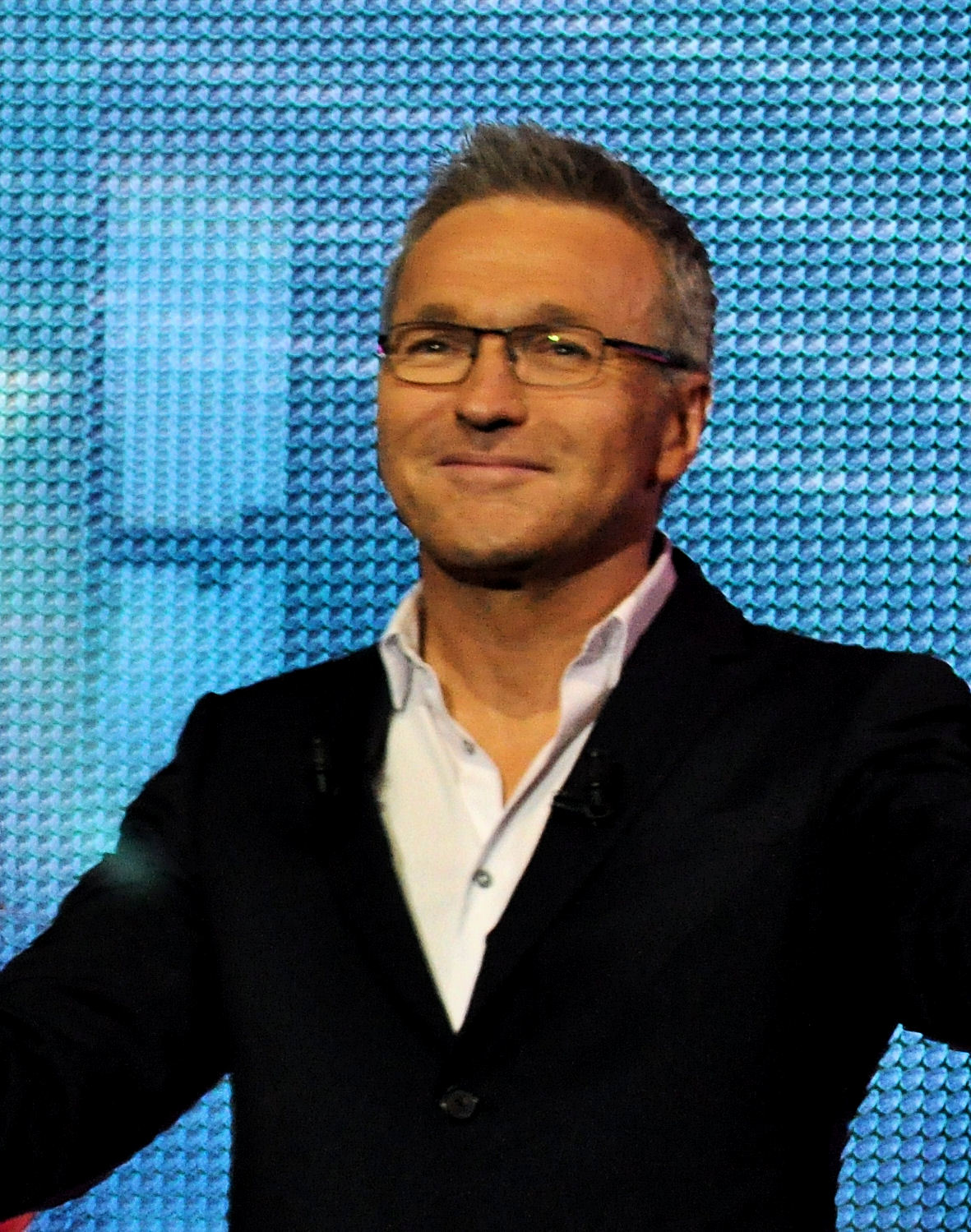
Laurent Ruquier annonce sa venue dans On n'est pas couché à la rentrée 2011 ; chose que Nicolas Bedos fera finalement deux ans plus tard.

Le 21 juin 2011, son 3e téléfilm scénarisé intitulé Bouquet final, réunissant Jeanne Moreau, Jean-Pierre Marielle et Claude Rich, est diffusé sur France 3. Toujours réalisé par Josée Dayan, il rassemble 3 306 000 téléspectateurs pour 13,6 % de PdM et se classe en 2e position derrière Dr House sur TF1,.
En novembre 2012, alors qu'il fait la promotion de son livre, il refait une Semaine Mythomane dans l'émission Vous trouvez ça normal ?! de Bruce Toussaint sur France 2,. En janvier 2013, il est l'un des acteurs principaux de l'émission à sketchs Le Débarquement diffusée sur Canal+ ; il participe également à son second numéro en décembre 2013.
À partir de septembre 2013, Nicolas Bedos tient une chronique « de manière ponctuelle » dans l'émission On n'est pas couché de Laurent Ruquier sur France 2,. Au sujet de cette intervention « libre » et « gratuite », il déclare : « de temps en temps, je regarde ma casquette de chroniqueur comme un vice personnel. C'est d'ailleurs sûrement pour ça que je refuse d'être payé chez Ruquier : pour me rappeler que ce n'est pas mon vrai métier ». Ces chroniques sont régulièrement relayées dans les médias où il est qualifié d'être « politiquement incorrect » mais « toujours avec intelligence », ou encore de « souvent mordant, parfois de mauvais goût ».
En janvier 2015, il participe à un numéro exceptionnel de l'émission Le Grand Échiquier animée par Frédéric Taddeï, en hommage à Jacques Chancel, présentateur historique de l'émission mort le mois précédent. Nicolas Bedos écrit un texte destiné à Alain Souchon pour lui déclarer sa flamme.
En juin 2015, à l'occasion des dix ans de Salut les Terriens !, Doria Tillier interprète une chanson en hommage à Thierry Ardisson sur une musique de Barbara, écrite par Nicolas Bedos qui l'accompagne au piano.
En 2023, il crée la série Alphonse diffusée sur la plateforme Prime Video. Composée de six épisodes, elle met en scène Jean Dujardin dans le rôle principal.

#### Cinéma

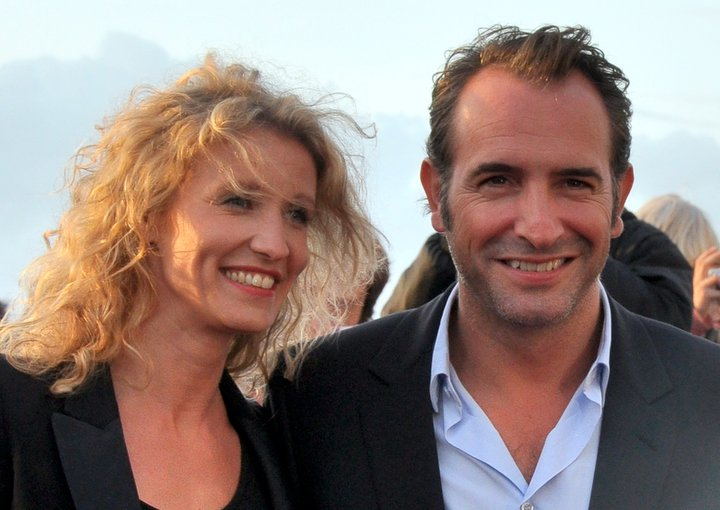
Alexandra Lamy et Jean Dujardin, acteurs dans Les Infidèles, sketch La Question.

En mai 2011, lors de la 64e édition du festival de Cannes, Nicolas Bedos est sollicité par Mélanie Laurent pour lui écrire son discours de maîtresse de cérémonie.
Sa première apparition au cinéma, est dans L'amour dure trois ans de Frédéric Beigbeder, dont c'est le premier film en tant que réalisateur. Sorti en janvier 2012, il y joue le rôle d'Antoine, le mari trompé d'Alice (Louise Bourgoin) ; cette dernière le quittera pour Marc Marronnier (Gaspard Proust). Il joue ensuite un autre rôle secondaire dans le film Populaire de Régis Roinsard, sorti en novembre 2012.
Toujours en 2012, il participe au scénario du film à sketchs Les Infidèles, avec dans les rôles principaux Gilles Lellouche et Jean Dujardin. Avec ce dernier, ils écrivent le segment La Question réalisé par Emmanuelle Bercot, racontant une dispute entre Olivier (Jean Dujardin) et Lisa (Alexandra Lamy) sur le sujet de l'adultère,.
En 2013, il tient son premier rôle principal dans le film Amour et Turbulences d'Alexandre Castagnetti, dont il a réalisé l'adaptation et les dialogues. Aux côtés de Ludivine Sagnier, il y incarne Antoine, un « coureur de jupons » qui tente de reconquérir son ancienne petite amie, dans un avion entre Paris et New York,.
En novembre 2016, le film L'Invitation réalisé par Michaël Cohen, sort dans les salles. Ce dernier y tient avec Nicolas Bedos, l'un des deux rôles principaux. Adapté d'une bande dessinée, ce buddy movie est présenté comme un « hymne à la vie, à l'amour et à l'amitié ».
En 2017, le premier long-métrage réalisé par Nicolas Bedos sort dans les salles, Monsieur et Madame Adelman, co-écrit avec Doria Tillier. Ils interprètent également les deux premiers rôles de ce film qui traite d'un « célèbre écrivain et de sa compagne et muse qui, à la mort de son mentor, se souvient de leurs cinquante années de vie commune ». Nicolas Bedos parle de son film comme étant « le projet le plus important de (sa) vie ». Les critiques sont majoritairement positives et Le Figaro salue un premier film « brillamment écrit, parfois très drôle, et sous-tendu par la belle émotion d'un amour qui traverse le temps ». Il a également créé la bande-originale de son film, dont il a composé la musique avec Philippe Kelly. Le film est nommé aux César 2018 dans la catégorie du meilleur premier film et Doria Tillier pour le César de la meilleure actrice,. Il reçoit également le « prix du public » au City of Lights, City of Angels de 2017, festival du Film Français d'Hollywood à Los Angeles.
En novembre 2019, La Belle Époque dont il est le réalisateur et le scénariste, sort dans les salles françaises. Il s'agit d'une comédie dramatique réunissant Daniel Auteuil, Guillaume Canet, Doria Tillier, Fanny Ardant, Pierre Arditi et encore Denis Podalydès. Sélectionné « hors compétition » au festival de Cannes 2019, il reçoit une majorité de critiques positives à l'issue de sa projection,,. Le film est nommé à onze reprises au César 2020, notamment dans les cinq catégories majeures ; celle du meilleur film, meilleur acteur (Daniel Auteuil), meilleure actrice (Doria Tillier), meilleur réalisateur et meilleur scénario original (Nicolas Bedos). En y ajoutant : meilleure actrice dans un second rôle (Fanny Ardant), meilleurs costumes (Emmanuelle Youchnovski), meilleure photographie (Nicolas Bolduc (en)), meilleurs décors (Stéphane Rozenbaum), meilleur montage (Anny Danché, Florent Vassault) et enfin meilleur son (Rémi Daru, Séverin Favriau, Jean-Paul Hurier),. À l'issue de la cérémonie, le film reçoit trois Césars : meilleure actrice dans un second rôle (Fanny Ardant), meilleurs décors (Stéphane Rozenbaum) et meilleur scénario original pour Nicolas Bedos.
En mai 2019, il est annoncé comme réalisateur du troisième volet d'OSS 117 avec Jean Dujardin, prenant la suite de Michel Hazanavicius, qui avait réalisé les deux premiers opus. Plusieurs fois reporté en raison de la pandémie de Covid-19 et de la fermeture des salles, OSS 117 : Alerte rouge en Afrique noire sort en août 2021.
Il réalise son quatrième film, une comédie dramatique intitulée Mascarade. Sélectionné hors compétition au festival de Cannes 2022, il réunit notamment Pierre Niney, Isabelle Adjani, Marine Vacth, François Cluzet et Emmanuelle Devos.

### Vie privée
De septembre 2005 à début 2008, il entretient une relation avec l'actrice Elsa Zylberstein,. En juin 2008, il partage sa vie avec Helena Noguerra. Il a également été en couple, en 2011, avec l'actrice Pom Klementieff et, selon ses propres dires, avec Mathilde Warnier, jeune étudiante en audiovisuel faisant partie du public de l'émission Au Field de la nuit en novembre 2011, où elle avait été interpellée par Nicolas Bedos, cela avait donné lieu à un échange humoristique très animé. À partir de 2013, il est le compagnon de l'actrice Doria Tillier, dont il déclare s'être séparé dans une interview donnée en octobre 2019.
En couple depuis 2021 avec Pauline Desmonts,, ils sont parents d'une fille née en décembre 2023 prénommée Joséphine,.

## Image publique
Souvent qualifié de « fils de » et de « bobo de gauche », Nicolas Bedos ne laisse pas l'opinion publique indifférente, étant « adoré » par les uns et « détesté » par les autres,.
Il se reconnaît volontiers comme étant quelqu'un de « difficile » qui énerve « beaucoup de gens ». Parfois perçu comme une personnalité prétentieuse, il affirme pourtant : « Je suis à la fois très fier de ce que je fais et capable de demander dix fois à mon entourage si je ne suis pas une merde, avec la certitude absolue d'en être une », se qualifiant lui-même ainsi : « Je suis un arrogant qui cache beaucoup de flips. Je ne dis pas ça pour me dédouaner d'être antipathique », jugeant notamment la « reconnaissance comme un pansement » à ses angoisses.
Il tient une réputation de fêtard fréquentant régulièrement les soirées mondaines parisiennes, notamment le bar-discothèque Le Baron,,. Il a également une réputation de « tombeur » et de « coureur de jupons ». Il déclare que « l'étiquette la plus difficile à supporter et la plus absurde qui me soit collée est celle du misogyne et de machiste, de queutard méprisant les femmes. Toute ma vie et mes textes démentent ». À la suite d'une lettre ouverte de Tristane Banon qui l'accusait de toujours se droguer, il répond par : « C'est assez surprenant pour ceux qui sont persuadés que je m'en mets plein le pif, mais je suis bien l'une des personnes qui détestent le plus la cocaïne ».
En octobre 2013, d'après un sondage du magazine Voici par Harris Interactive, il est à la 14e place des personnalités les « plus détestées des Français », avec 25 % d'opinions défavorables. En décembre 2013, selon l'institut de sondage IFOP pour Paris Match, il se classe à la 5e position des personnalités qui font le « plus fantasmer les Françaises », avec 10 % des voix.

## Affaires judiciaires

### Condamnations pour injures publiques et conduite en état d'ébriété
En juillet 2012, il est condamné à 2 000 euros d'amende par le tribunal correctionnel de Paris pour « injures publiques » envers la police, en raison de propos tenus dans l'émission Tout le monde il est beau, tout le monde il est gentil de Bruce Toussaint. Condamné en janvier 2010 pour conduite en état d'ébriété, il est à nouveau condamné pour le même motif en février 2014, ainsi que pour outrage et menace de mort envers des policiers après une chute à scooter. L'état de récidive légale conduit le tribunal correctionnel de Paris à le condamner à trois mois de prison avec sursis et 800 euros d'amende.

### Relaxe pour injure raciale
En janvier 2013, le Collectif des Antillais, Guyanais, Réunionnais et Mahorais (Collectifdom) porte plainte contre Nicolas Bedos pour « injure raciale », après une chronique dans Marianne intitulée « indolence insulaire »,. En avril 2014, il est mis en examen pour des expressions comme « enculé de nègre » et « autochtones oisifs » présentes dans sa chronique, se défendant qu'ils ne « comprennent pas le degré zéro du second degré. » En novembre 2015, il est relaxé par la 17e chambre du tribunal de grande instance de Paris qui estime que les stéréotypes racistes ne peuvent être pris au premier degré.

### Condamnation pour agression sexuelle
En juin 2023, il est placé en garde à vue pour l'agression sexuelle présumée d'une femme quelques semaines plus tôt. Ressorti libre, il est jugé en 2024 pour « agression sexuelle en état d'ivresse manifeste ». En juillet 2023, une enquête est ouverte pour viol et agression sexuelle après que trois femmes ont porté plainte : l'une d'entre elles l'accuse de l'avoir violée au domicile de la famille Bedos à Neuilly-sur-Seine en 1999,.
En raison de la prescription, un classement sans suite est décidé pour deux plaignantes.
Il est jugé en septembre 2024 pour « agression sexuelle » sur une femme à Paris lors d'une soirée en mai 2023 « par personne en état d'ivresse manifeste » et pour « harcèlement ou agression sexuelle » sur deux autres femmes lors de soirées en juin 2018 et juin 2023,. Il nie et reconnaît avoir un problème avec l'alcool. Le parquet requiert un an de prison avec sursis.
Le 22 octobre 2024, il est relaxé pour les faits de harcèlement sexuel de 2018 et condamné pour l'agression sexuelle de 2023 à une année d'emprisonnement dont six mois avec sursis, condamnation dont il annonce faire appel. Il se désiste cependant de cet appel en janvier 2025, rendant ainsi sa condamnation définitive, il écope ainsi d'un an de prison, dont six mois sous bracelet électronique,.

## Controverses
Dans sa chronique La Semaine mythomane dans l'émission Semaine critique !, il crée plusieurs fois la polémique :
- En novembre 2010, il critique ouvertement la politique menée par l'État d'Israël et les films La Rafle et Elle s'appelait Sarah, qu'il juge « mauvais », en présence de l'écrivain Alain Finkielkraut et de la journaliste Élisabeth Lévy, tous deux de confession juive[162],[163]. Devant un « tonnerre de réactions indignées »[162], cette dernière prendra sa défense dans une tribune intitulée « Non, Nicolas Bedos n'est pas antisémite »[164]. À la suite de cette chronique, une plainte est déposée auprès du Conseil supérieur de l'audiovisuel (CSA), ce qui lui vaut un rappel à l'ordre[n 5] ;
- En janvier 2011, il compare le président de la République, Nicolas Sarkozy, à un « VRP cocaïné » qui s'est payé la France à « coups de pub pour en foutre plein la vue à une chanteuse de variétés » ; certains médias[166],[145] et une ministre[n 6] évoquent un dérapage, ce qui contraint le directeur de France 2 à s'expliquer[n 7] ;
- Dans son livre, il raconte avoir été l'objet de plusieurs plaintes[n 8], ainsi que des désagréments ou remarques sur sa vie professionnelle[n 9] et personnelle[n 10] à la suite de certaines chroniques.
- En novembre 2013, Nicolas Bedos fait partie des 19 signataires du « Manifeste des 343 salauds - Touche pas à ma pute ! » publié par la revue Causeur créée par Élisabeth Lévy, qui défend les hommes faisant appel aux services de prostituées[169]. Il s'en désolidarise dès le lendemain de la parution en déclarant : « il ne s'agissait pas d'une défense machiste de la prostitution mais de brocarder la pénalisation du client (dont la misère sexuelle ne fait pas forcément un dominateur pervers) »[170].
- En janvier 2014, une chronique sur Dieudonné, alors accusé d'antisémitisme, suscite « aussi bien les applaudissements que les critiques des internautes ». Grimé d'une moustache hitlérienne, il y tient une « chronique aux quenelles » parodiant le style d'Alain Soral sous forme de discours de la Gestapo. Il se mettra ainsi dans la peau d'un personnage antisémite et fera même un salut nazi à l'antenne[171],[172]. Il déclare avoir reçu des menaces de mort à la suite de cette chronique[173].
- Dans la nuit du 23 au 24 septembre 2020, l'humoriste publie un message en forme de coup de gueule sur Instagram à propos de l’épidémie de coronavirus, appelant notamment à abandonner le port du masque, à contredire « vos patrons et les lâches directives gouvernementales » ou encore à « vivre quitte à mourir »[174]. Il est vivement critiqué par le ministre de la Santé Olivier Véran[175] et déclenche une polémique sur la Toile[176].

## Œuvres

### Pièces de théâtre
- 2004 : Sortie de scène
- 2007 : Eva
- 2009 : Le Voyage de Victor
- 2010 : Promenade de santé

### Filmographie
Sauf indication contraire, les informations mentionnées dans cette section peuvent être confirmées par la base de données cinématographiques IMDb,  présente dans la section « Liens externes ».

#### En tant que réalisateur
- 2017 : Monsieur et Madame Adelman (long-métrage)
- 2019 : La Belle Époque (long-métrage)
- 2021 : OSS 117 : Alerte rouge en Afrique noire (long-métrage)
- 2022 : Mascarade (long-métrage)
- 2023 : Alphonse (série télévisée)

#### En tant que scénariste
- 2009 : Folie douce (téléfilm) de Josée Dayan
- 2010 : Ni reprise, ni échangée (téléfilm) de Josée Dayan
- 2011 : Bouquet final (téléfilm) de Josée Dayan
- 2012 : Les Infidèles - segment La Question d'Emmanuelle Bercot (écrit avec Jean Dujardin)
- 2013 : Amour et Turbulences d'Alexandre Castagnetti
- 2016 : L'Invitation de Michaël Cohen
- 2016 : Encore heureux de Benoît Graffin (participation aux dialogues uniquement)
- 2017 : Monsieur et Madame Adelman de lui-même (coécrit avec Doria Tillier)
- 2019 : La Belle Époque de lui-même
- 2021 : OSS 117 : Alerte rouge en Afrique noire de lui-même (adaptation uniquement)
- 2022 : Mascarade de lui-même

#### En tant qu'acteur
- 2010 : Ni reprise, ni échangée (téléfilm) de Josée Dayan : Jean-Pierre
- 2011 : Bouquet final (téléfilm) de Josée Dayan : Antoine
- 2012 : L'amour dure trois ans de Frédéric Beigbeder : Antoine
- 2012 : Populaire de Régis Roinsard : Gilbert Japy
- 2013 : Le Débarquement 1 et 2, émission à sketchs diffusée sur Canal+
- 2013 : Amour et Turbulences d'Alexandre Castagnetti : Antoine
- 2014 : L'Art de la fugue de Brice Cauvin : Louis
- 2016 : L'Invitation de Michaël Cohen : Léo
- 2017 : Monsieur et Madame Adelman de lui-même : Victor
- 2021 : Les Fantasmes de David et Stéphane Foenkinos : Romain
- 2021 : OSS 117 : Alerte rouge en Afrique noire de lui-même : un homme au bar (caméo)

#### En tant que compositeur
- 2017 : Monsieur et Madame Adelman (composé avec Philippe Kelly)
- 2019 : La Belle Époque (composé avec Anne-Sophie Versnaeyen)
- 2021 : OSS 117 : Alerte rouge en Afrique noire (composé avec Anne-Sophie Versnaeyen)
- 2022 : Mascarade

### Chroniques

#### Presse écrite
- 2009 - 2010 : L'Officiel de la mode : Comment j'ai tué
- août 2011 - avril 2013 : Marianne : Le Journal du Mythomane
- août 2013 - juin 2013 : Elle

#### Radio
- novembre 2009 - juin 2010 : Ouï Love Dimanche d'Alexis Trégarot sur Ouï FM : La Semaine Mythomane

#### Télévision
- septembre 2010 - mai 2011 : Semaine critique ! de Franz-Olivier Giesbert sur France 2 : La Semaine Mythomane
- novembre 2012 : Vous trouvez ça normal ?! de Bruce Toussaint sur France 2 : La Semaine Mythomane (une émission)
- septembre 2013 - juin 2015 : On n'est pas couché de Laurent Ruquier sur France 2 : chroniques ponctuelles

### Ouvrages

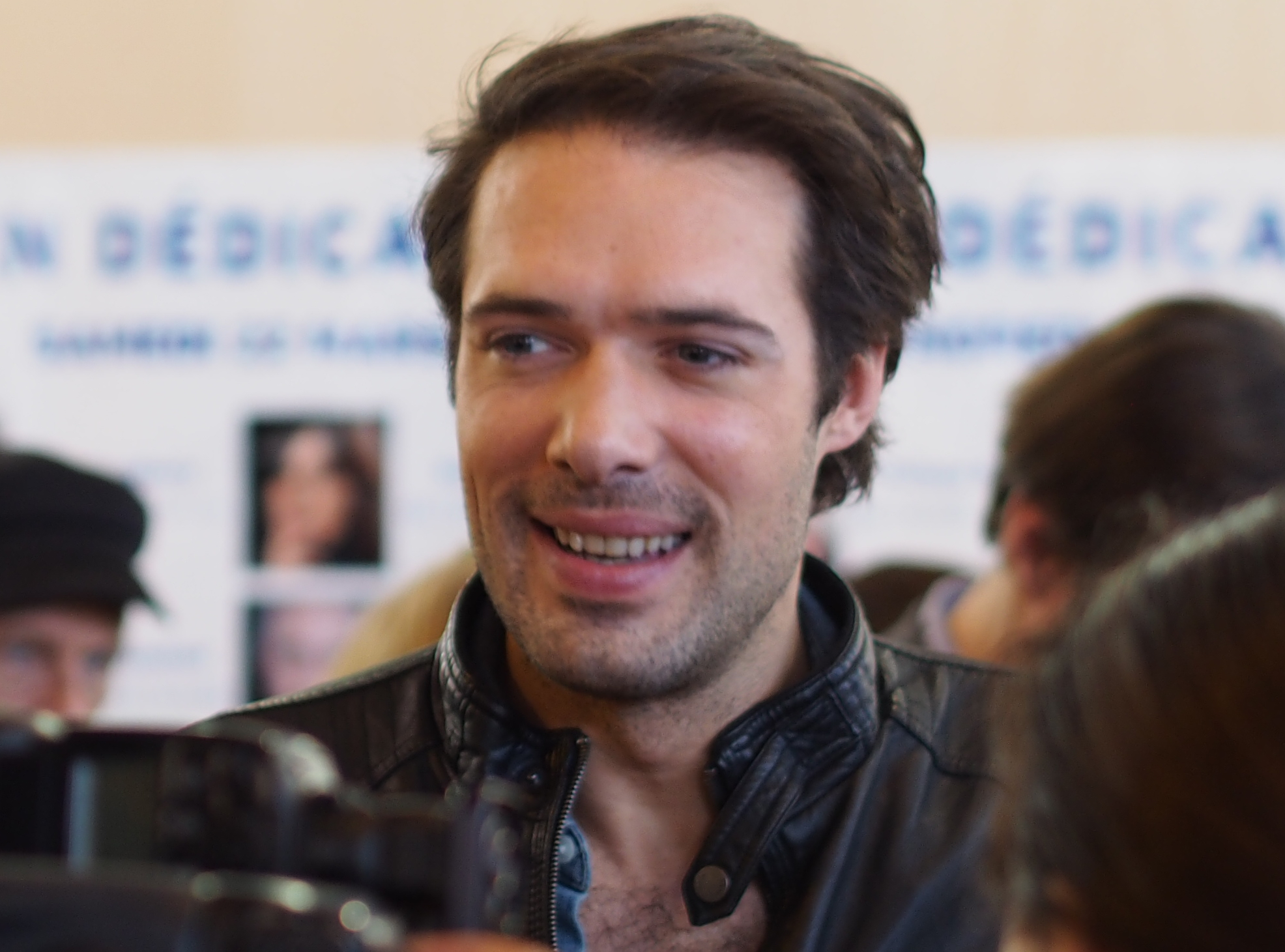
Nicolas Bedos au salon du livre de Paris en 2014.

- Nicolas Bedos, Le Voyage de Victor : (suivi de) Les Convalescents, Paris, éditions Flammarion, 14 octobre 2009, 177 p. (ISBN 978-2-08-123024-8).
- Ouvrage collectif, Disneyland : nouvelles, éditions Flammarion, 12 novembre 2009, 161 p. (ISBN 978-2-08-123207-5).
- Nicolas Bedos, Journal d'un mythomane, volume 1, Paris, éditions Robert Laffont, 3 novembre 2011, 304 p. (ISBN 978-2-221-12608-0).
- Nicolas Bedos, Journal d'un mythomane, volume 2 : Une année particulière, Paris, éditions Robert Laffont, 11 octobre 2012, 312 p. (ISBN 978-2-221-13319-4).
- Nicolas Bedos, La Tête ailleurs : récit d'une année, Paris, éditions Robert Laffont, 31 octobre 2013, 336 p. (ISBN 978-2-221-13919-6).
- Renaud Lefebvre et Fabienne Waks (préf. Nicolas Bedos), Incorrect : parce que l'irrévérence est trop précieuse pour être laissée aux imbéciles, Paris, Le Cherche midi, 5 novembre 2020, 216 p. (ISBN 978-2749166223).
- Nicolas Bedos, La soif de honte, Paris, Éditions de l'Observatoire, 7 mai 2025, 220 p. (ISBN 979-10-329-3641-2)[177]

## Distinctions

### Récompenses
- City of Lights, City of Angels 2018 : Prix du public pour Monsieur et Madame Adelman
- Festival du film de Cabourg 2020 : Swann d'or du meilleur réalisateur pour La Belle Époque[178]
- César 2020 : Meilleur scénario original pour La Belle Époque

### Nominations
- Molières 2005 : meilleure pièce de création pour Sortie de scène
- City of Lights, City of Angels 2018 : meilleur premier film pour Monsieur et Madame Adelman
- César 2018 : meilleur premier film pour Monsieur et Madame Adelman
- Globes de Cristal 2020 : meilleur film pour La Belle Époque
- César 2020 : meilleure réalisation, meilleur film et film préféré des lycéens pour La Belle Époque
- Lumières 2020 : meilleur scénario original pour La Belle Époque

### Sélections

#### Festival de Cannes
- 2019 : Hors-compétition pour La Belle Époque
- 2021 : Hors-compétition pour OSS 117 : Alerte rouge en Afrique noire (film de clôture)
- 2022 : Hors-compétition pour Mascarade